# Bitcoin Classic
Bitcoin Classic est l'un des forks de l'implémentation de référence Bitcoin Core. Il vise à augmenter la capacité de traitement des transactions de bitcoins en augmentant la taille des blocs de la blockchain.
Les blocs, qui contiennent des données transactionnelles, forment la structure de base de la blockchain. Bitcoin Classic est d'abord similaire — bien que moins agressif — au fork Bitcoin XT, qui n'a jamais réussi à obtenir le support dont il avait besoin. Au cours de ses huit premiers mois d'existence, Bitcoin Classic favorise une augmentation de la taille maximale des blocs d'un mégaoctet à deux mégaoctets. En novembre 2016, cette position change et le projet évolue vers une solution qui transfert la question de la taille limite des blocs des règles logicielles aux mineurs et au marché.
Le 10 novembre 2017, Bitcoin Classic cesse ses activités.

## Goulot d'étranglement de la blockchain
Dans la chaîne de blocs du bitcoin, les transactions sont assemblées en blocs et un bloc est produit par le réseau Bitcoin, en moyenne toutes les dix minutes. La limite actuelle[Quand ?] de la taille des blocs est d'un mégaoctet. Cette taille se traduit par une moyenne de traitement d'environ trois transactions par seconde. Avec le doublement de la limite de la taille des blocs à deux mégaoctets proposé par Bitcoin Classic, le nombre de transactions par seconde double également.
En cas de déploiement, Bitcoin Classic rendrait obsolète le logiciel Bitcoin actuel, car il modifie les paramètres du protocole en faisant passer la taille maximale des blocs d'un mégaoctet à deux mégaoctets. En conséquence, la plupart des implémentations du logiciel Bitcoin nécessiteraient de petites modifications de la limite de taille des blocs afin de continuer à fonctionner.

## Réception
Bitcoin Classic reçoit le soutien de quelques sociétés, développeurs, investisseurs et mineurs de bitcoins, tels que Coinbase, Bitstamp, Circle, Jeff Garzik, Roger Ver, Bitfury et Gavin Andresen.
Le The Wall Street Journal écrit : « Le Bitcoin Classic a émergé des cendres du débat entre le Bitcoin XT et le Bitcoin Core. C'est une version du Bitcoin qui permet une limite de deux mégaoctets pour les blocs de la chaîne de blocs. Il semble gagner rapidement du soutien. ».
L'utilisation maximale du logiciel est observée au début de 2016, avec une baisse constante de l'utilisation à partir de mars de la même année.

## Abandon
Le 10 novembre 2017, à la suite de l'échec des plans du fork fort pour doubler la taille des blocs, Bitcoin Classic cesse ses opérations, déclarant que le Bitcoin Cash est désormais le seul espoir pour que le bitcoin devienne évolutif.